# Najadbägare

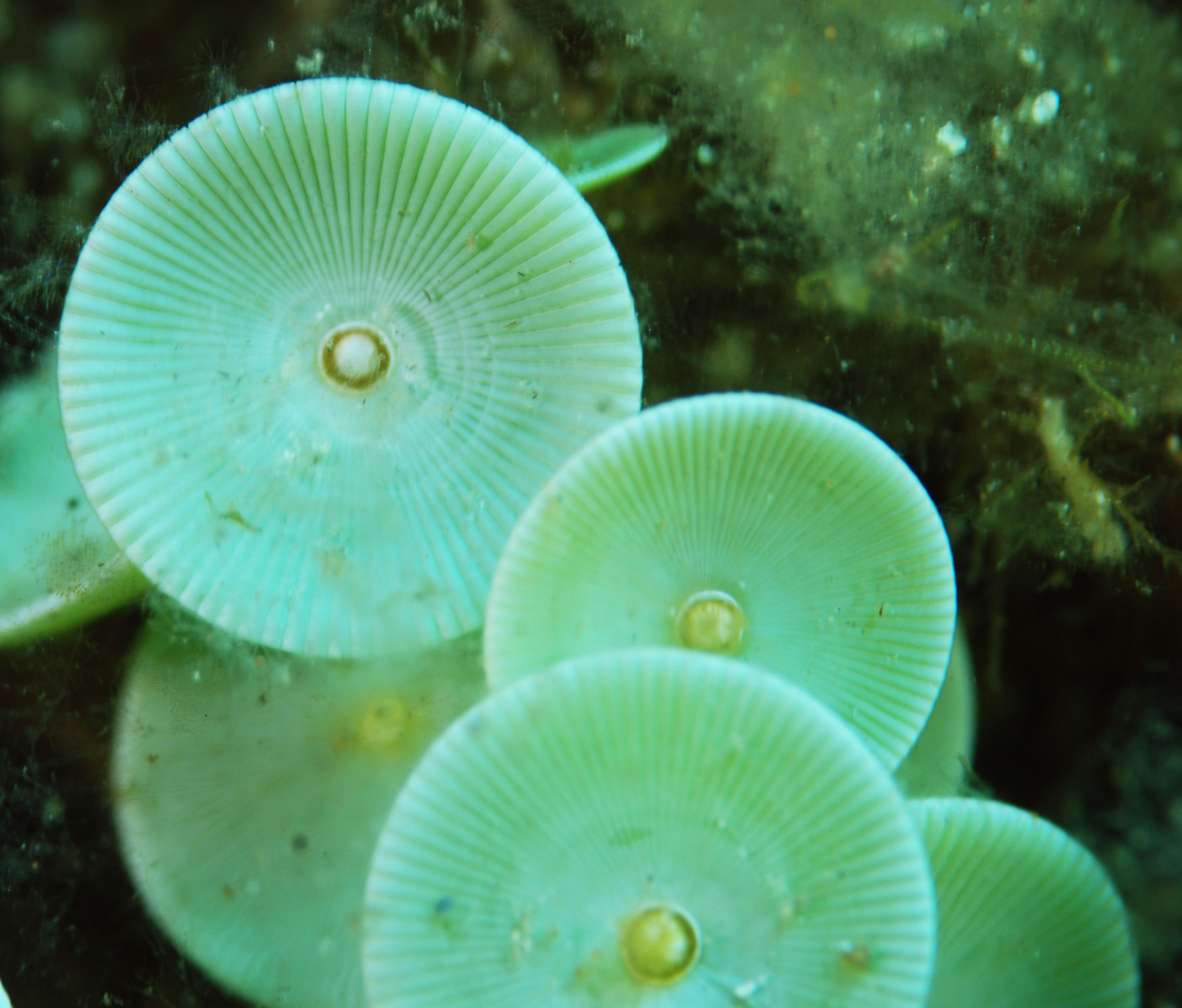
Najadbägare, Acetabularia meditarranea, från Medelhavet.

Najadbägare (Acetabularia) är ett släkte grönalger som förekommer i varma hav världen över. Grönalgerna är encelliga, men trots det kan arterna i detta släkte bli flera centimeter stora. De bildar kolonier som växer fastsittande på ett underlag, till exempel klippor, i grunda skyddade vatten nära kuster, som vikar och laguner.
Najadbägare är uppbyggda så att den enda cellen delas in i tre huvudsakliga delar, en nedre del som fäster grönalgen mot underlaget med hjälp av små korta utskott (liknande rhizoider) och innehåller grönalgens cellkärna, därefter en tunn uppstående stjälk som avslutas med en parasolliknande eller skålformig bildning, som liknar en hatt. 
Najadbägare är kända som fossil och det släktet fanns representerat med numera utöda arter redan när dinosaurierna levde. Fossilen har kunnat bildas då deras cellväggar innehåller en del kalk och därför har lämnat avtryck i kalksten.